# Línguas do Barém
O árabe é a única língua oficial do Barém, apesar do inglês ser amplamente usado. O árabe barenita é o dialeto mais falado da língua árabe, embora seja muito diferente do árabe padrão moderno, como todos os dialetos árabes.
A maioria das empresas e instituições comerciais, bem como sinais de trânsito, são bilíngues e fornecem orientações em árabe e inglês.

## Árabe
O árabe é a língua oficial do Barém, embora em sua forma padrão, chamada de árabe padrão moderno, seja a língua materna de apenas 1% dos barenitas, mas serve como língua franca entre os falantes de árabe de diferentes dialetos. O árabe desempenha um papel importante na vida política, já que, de acordo com o artigo 57 (c) da constituição do Barém, um parlamentar deve ser fluente em árabe para se candidatar ao parlamento.
O árabe bareinita é o dialeto mais amplamente falado no Barém (57% da população do país, ou 400 mil falantes em 2004) entre os vários dialetos da língua árabe.

## Inglês
O inglês, a antiga língua colonial do Barém, atualmente é a língua materna de apenas 1% da população do país. Porém, o idioma é amplamente usado e serve como língua franca entre os habitantes não árabes.

## Outras línguas
Além do árabe e do inglês, outras línguas são faladas no Barém, como o balúchi que é a segunda língua mais falada no país. Os balúches são fluentes em árabe e balúchi. Entre a população do Barém e de fora do país, muitas pessoas falam persa, a língua oficial do Irã, ou urdu, uma língua oficial no Paquistão e uma língua regional na Índia. O nepalês também é amplamente falado entre os trabalhadores nepaleses e a comunidade de soldados Gurkha. Outras línguas como o malaiala, o tâmil, o bengali e o hindi também são falados entre as importantes comunidades indianas.